# Liste der Monuments historiques in Aurignac
Die Liste der Monuments historiques in Aurignac führt die Monuments historiques in der französischen Gemeinde Aurignac auf.

## Liste der Bauwerke
| Bezeichnung                | Beschreibung              | Standort | Kennzeichnung | Schutzstatus | Datum | Bild           |
| -------------------------- | ------------------------- | -------- | ------------- | ------------ | ----- | -------------- |
| Burg                       | Erbaut im 13. Jahrhundert | (Lage)   | PA00094266    | Inscrit      | 1979  | weitere Bilder |
| Kirche St-Pierre-aux-Liens | Erbaut im 13. Jahrhundert | (Lage)   | PA00094267    | Inscrit      | 1926  | weitere Bilder |
| Grotte                     |                           | (Lage)   | PA00094268    | Classé       | 1921  | weitere Bilder |
| Tour de Savoie             | Erbaut im 14. Jahrhundert | (Lage)   | PA00094269    | Inscrit      | 1926  |                |

## Liste der Objekte
| Bezeichnung               | Beschreibung                  | Standort                                 | Kennzeichnung | Schutzstatus | Datum | Bild |
| ------------------------- | ----------------------------- | ---------------------------------------- | ------------- | ------------ | ----- | ---- |
| Skulptur Madonna mit Kind | Holz, bemalt, 14. Jahrhundert | in der Kirche St-Pierre-aux-Liens (Lage) | PM31001412    | Classé       | 2004  |      |